# Svetlana Baranova-Sodatova
Svetlana Iosifovna Baranova, coniugata Sodatova (in russo Светлана Иосифовна Баранова-Солдатова?; 2 febbraio 1940), è un'ex schermitrice sovietica, vincitrice di una medaglia d'argento ai campionati mondiali di scherma.